# Мінувангода (підрозділ окружного секретаріату)
Підрозділ окружного секретаріату Мінувангода — підрозділ окружного секретаріату округу Гампаха, Західна провінція, Шрі-Ланка. Головне місто - Мінувангода. Складається з 121 Грама Ніладхарі.

## Демографія
| Кількість Грама Ніладхарі | Площа (км2) | Населення (2012) | Населення (2012) | Населення (2012)  | Населення (2012) | Населення (2012) | Населення (2012) | Густота населення (/км2) |
| Кількість Грама Ніладхарі | Площа (км2) | Сингали          | Ларакалла        | Ланкійські таміли | Малайці          | Інші             | Всього           | Густота населення (/км2) |
| ------------------------- | ----------- | ---------------- | ---------------- | ----------------- | ---------------- | ---------------- | ---------------- | ------------------------ |
| 121                       | 128         | 171,254          | 5,633            | 827               | 243              | 444              | 178,401          | 1,394                    |